# Anglepoise

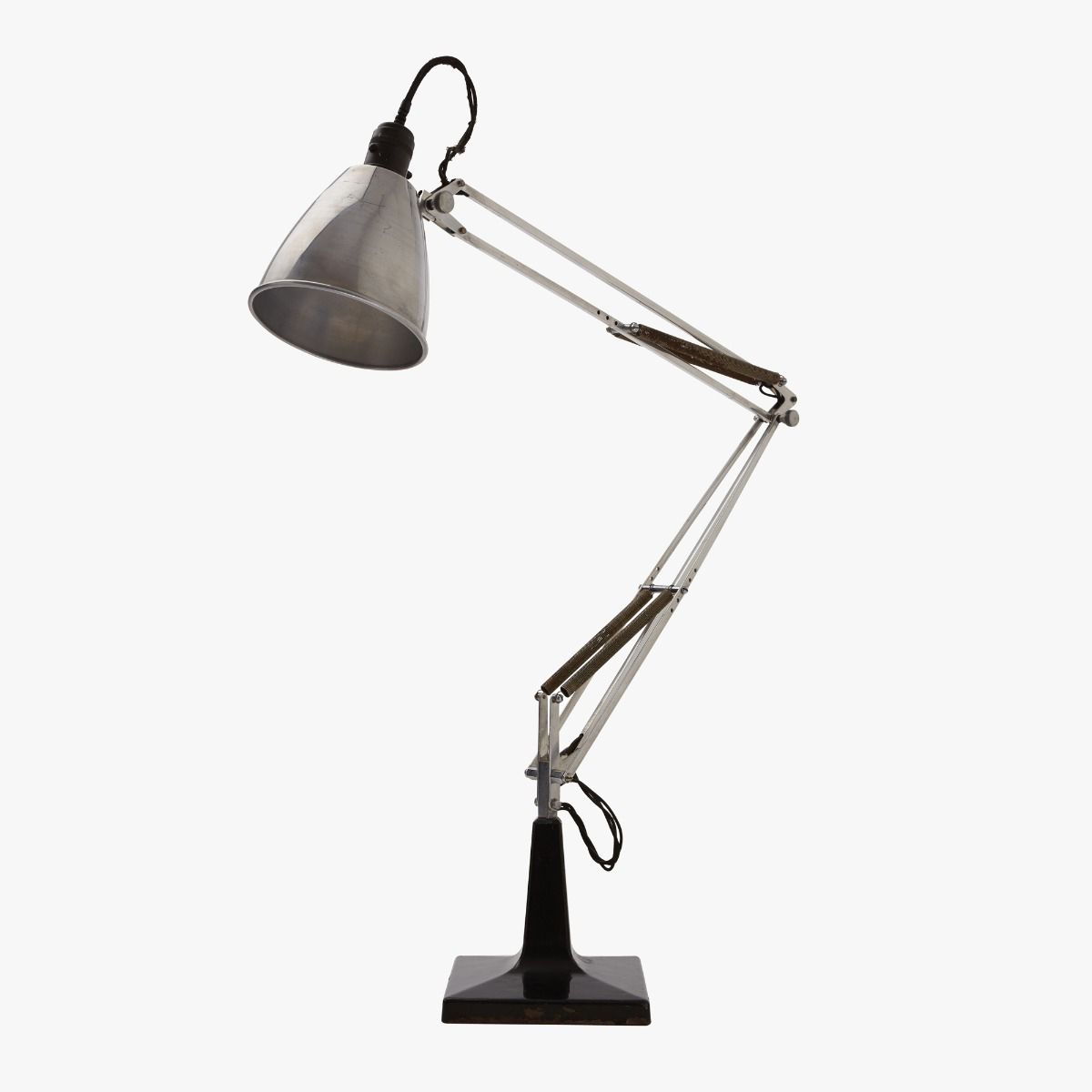
Model 1208

De Anglepoise lamp is een armatuur die in 1932 werd ontworpen door de Britse ingenieur George Carwardine (1887–1948). De lamp maakt gebruik van schroefveren waardoor de lamp makkelijk beweegbaar is, maar tegelijkertijd zonder geklemd te worden in een vaste positie blijft staan. Het mechanisme van de lamp is veelvuldig gekopieerd, waaronder door fabrikanten als Luxo.

## Oorsprong
Carwardine was werkzaam als ingenieur in de auto-industrie en hield zich hoofdzakelijk bezig met het ontwerpen van schokdempers voor auto's. In 1931 bedacht hij een concept voor schroefveren met een constante spanning, ongeacht in welke positie hij geplaatst werd. Aanvankelijk was de constructie bedoeld als schokdemper van een auto, maar Carwardine bedacht dat de schroefveren ook gebruikt zouden kunnen worden voor lampen. Door de schroefveren kon de lamp in de gewenste positie blijven staan zonder geklemd te worden, terwijl de lamp tevens gemakkelijk beweegbaar zou blijven. De constructie was geïnspireerd op de spieren en de beweging van een menselijke arm. In 1932 ontwierp hij het prototype voor model 1208. Zijn ontwerp werd op 4 juli 1932 gepatenteerd.

## Ontwikkeling

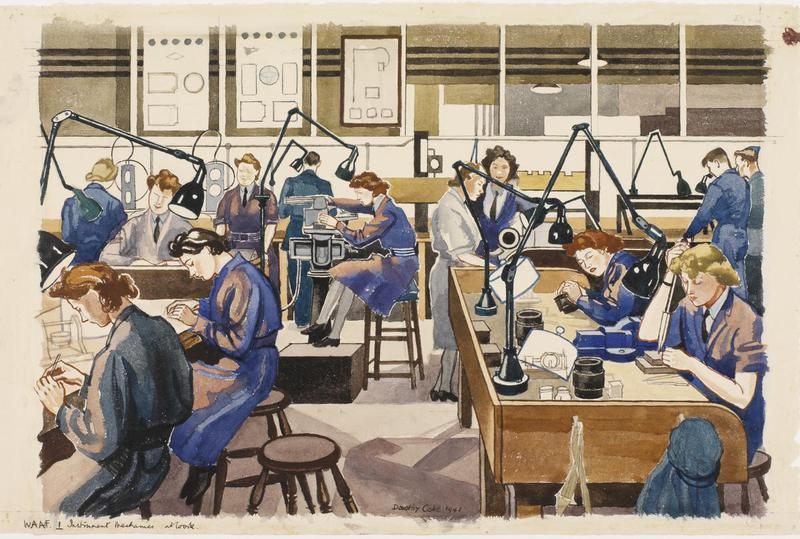
WAAF Instrument Mechanics at Work (1941)

In 1933 kwam Carwardine in contact met Herbert Terry & Sons door wie hij de schroefveren liet produceren. Aanvankelijk werd de naam 'Equipoise' (evenwicht) gekozen, maar deze werd door het patentbureau afgewezen, aangezien het een al bestaand woord was. Om die reden werd gekozen voor de naam 'Anglepoise'. De eerste Anglepoise lamp, model 1208, werd in 1933 uitgebracht.
De eerste serie lampen uit 1933 had vier veren en was bedoeld voor gebruik in fabrieken. Twee jaar later kwam model 1227 op de markt. Dit model had drie veren en was meer geschikt voor de particuliere markt. Een vernieuwde versie van model 1227 werd in 1938 geïntroduceerd. Bij deze versie werden aanpassingen gedaan aan de kleur, lampenkap en -voet.
Naast productie voor de particuliere markt werden Anglepoise lampen veelvuldig gebruikt op kantoren, in ziekenhuizen en gevechtsvliegtuigen. De Anglepoise lamp Model 5C/1079, ook bekend onder de naam The Air Ministry (AM), werd onder andere gebruikt in Lancaster gevechtsvliegtuigen. De lamp was gemaakt van niet-magnetisch materiaal waardoor deze de werking van een kompas niet zou belemmeren.
Tijdens de Tweede Wereldoorlog werd de Anglepoise lamp gepromoot als de 'ideale verduisteringslamp'. De lamp creëert een lichtbundel waarmee je een specifieke plek kan verlichten, zonder de rest van de kamer te verlichten.
In 1971 werd Herbert Terry & Sons, het bedrijf dat de lampen produceerde, verkocht aan de Associated Spring Corporation. In 1975 kocht John Terry, een nazaat van Herbert Terry, het deel van het bedrijf waar de Anglepoise lampen werden geproduceerd terug. Vanaf dat moment werden de lampen geproduceerd door het bedrijf Anglepoise Lighting Ltd.

## Ontwerpers
In 2003 werd Sir Kenneth Grange design director voor Anglepoise. Een jaar later volgde een samenwerking met de Britse modeontwerpster Margaret Howell. Ontwerper Anthony Dickens ontwierp in 2006 de limited edition versie Anglepoise ‘Fifty’. Vanaf 2014 ontwierp Paul Smith enkele speciale versies van onder andere model 1227.

## Modellen
- Prototype model 1208 (1932 - 1933)
- Model 1208 (1933 - 1968)
- Model 1227 (1935 - 1938, vernieuwde versie 1938 - 1968)
- Model 5C/1079 (enkel gebruikt voor gevechtsvliegtuigen in de Tweede Wereldoorlog)
- Model 75 (1968 - 1973)
- Model 90 (1973 - 1985)
- 82, ook bekend als Radia 82, (1975 - 2000)
- 99 (1978 - 1995)
- 433T (1982 - 1992)
- 82T (1982 - 1992)
- Apex 90 (1985 - 2003)
- 99PL (1985 - 1997)
- 90PL (1985 - 1997)
- 90LV (1985 - 1997)
- 98PL (1987 - 1997)
- 1227 Reissue (1993 - 1996)
- Artikula (1995 - 1999)
- Type 3™ (2003 - 2007)
- Type 75™ (2004 - 2020)
- 50 (2006, limited edition)
- Type 1228™ (2008 - 2020)
- Type C™ (2011 - 2014)
- Type 75™ Mini (2011 - 2020)
- Original 1227™ Mini (2015)
- Original 1227™ Mini Ceramic (2017)
- 90 Mini Mini (2018)
- Type 80™ (2019)

## Wetenswaardigheden
- In 1949 werd het door de BBC verboden voor medewerkers om een Anglepoise lamp als enige lichtbron te gebruiken. Head of Variety Michael Standing geloofde dat het schrijven bij lampen met een lage lichtopbrengst zou leiden tot de ontwikkeling van immoreel programmamateriaal.[12]
- De Britse band The Soft Boys bracht in 1979 een nummer uit genaamd (I Want to Be an) Anglepoise Lamp
- Het kunstwerk The Giant Hand Sculpture named Knuckle Shuffle van David Mach uit 1985 werd opgebouwd uit 360 Anglepoise lampen.[3]
- Een extra grote versie van model 1227 (de Giant 1227) werd ontwikkeld voor het Roald Dahl museum. Model 1227 was de favoriete lamp van de auteur.[12][15]
- Een neergestort Wellington gevechtsvliegtuig uit de Tweede Wereldoorlog dat in 1986 werd teruggevonden in Loch Ness had een Anglepoise lamp die na 40 jaar onder water gelegen te hebben nog steeds werkte.[1][16]
- Anglepoise lampen zijn te zien als rekwisieten in diverse films, waaronder de films Brannigan (1975), The Pink Panther Strikes Again (1976) en diverse James Bond films waaronder Skyfall (2012).[13][2]
- In 2009 werd een Anglepoise lamp afgebeeld op een postzegel uit de serie met Britse designklassiekers waar onder meer ook de Mini Cooper, Routemaster en een plattegrond van de metro van Londen werden afgebeeld.[17]

## Galerij

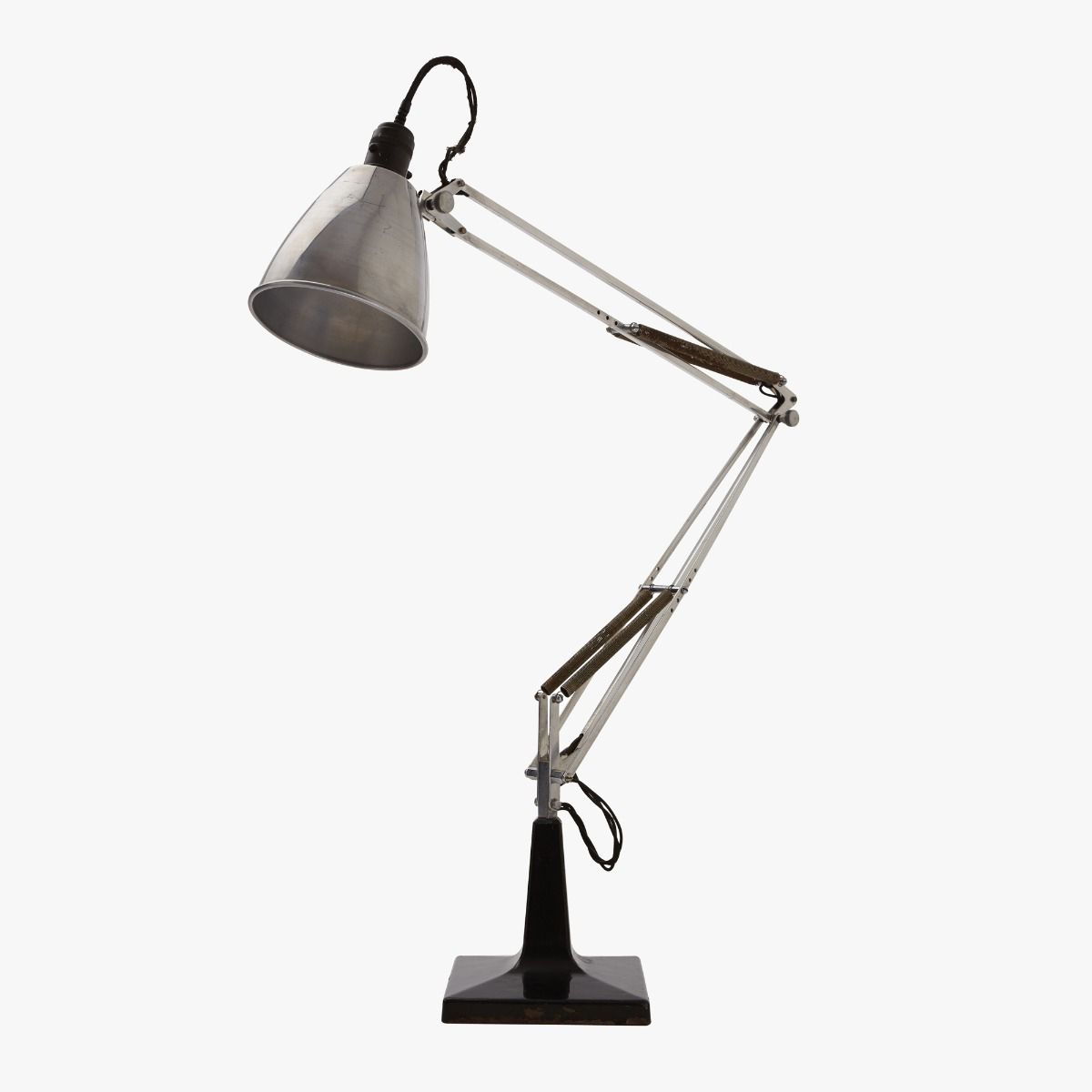
Model 1208
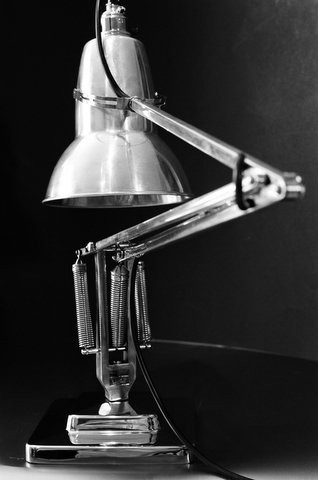
Model 1227
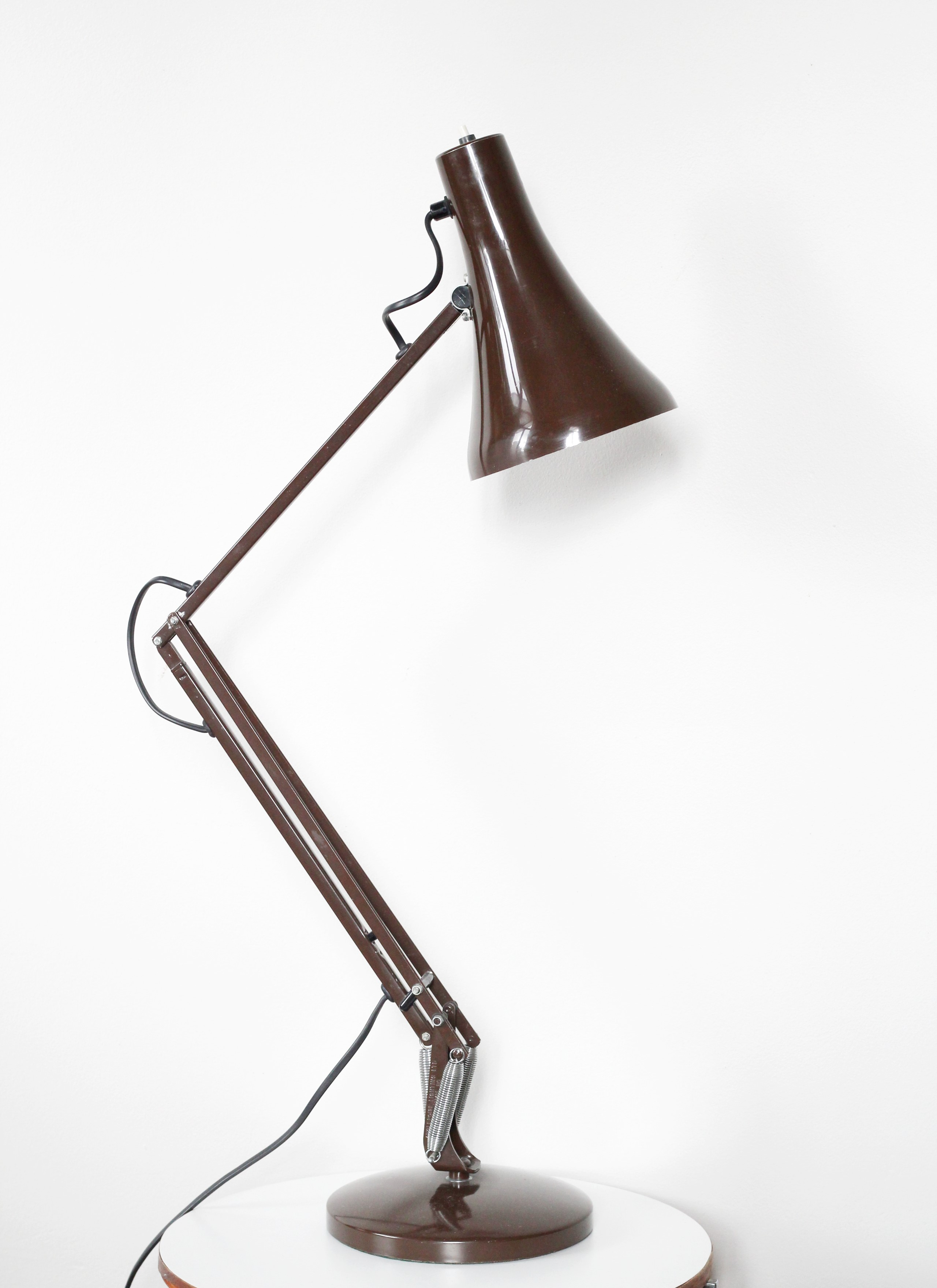
Model 90
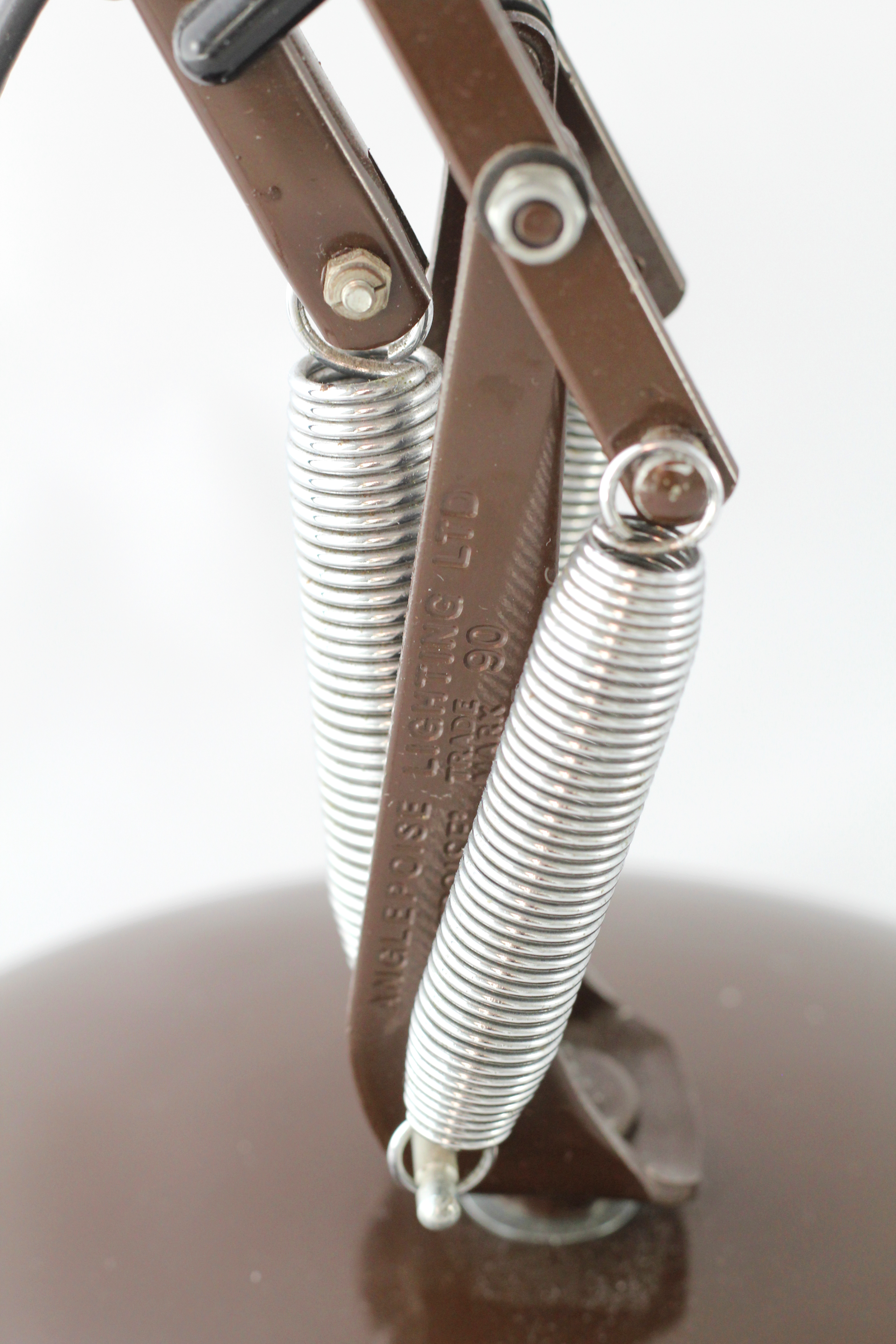
Model 90
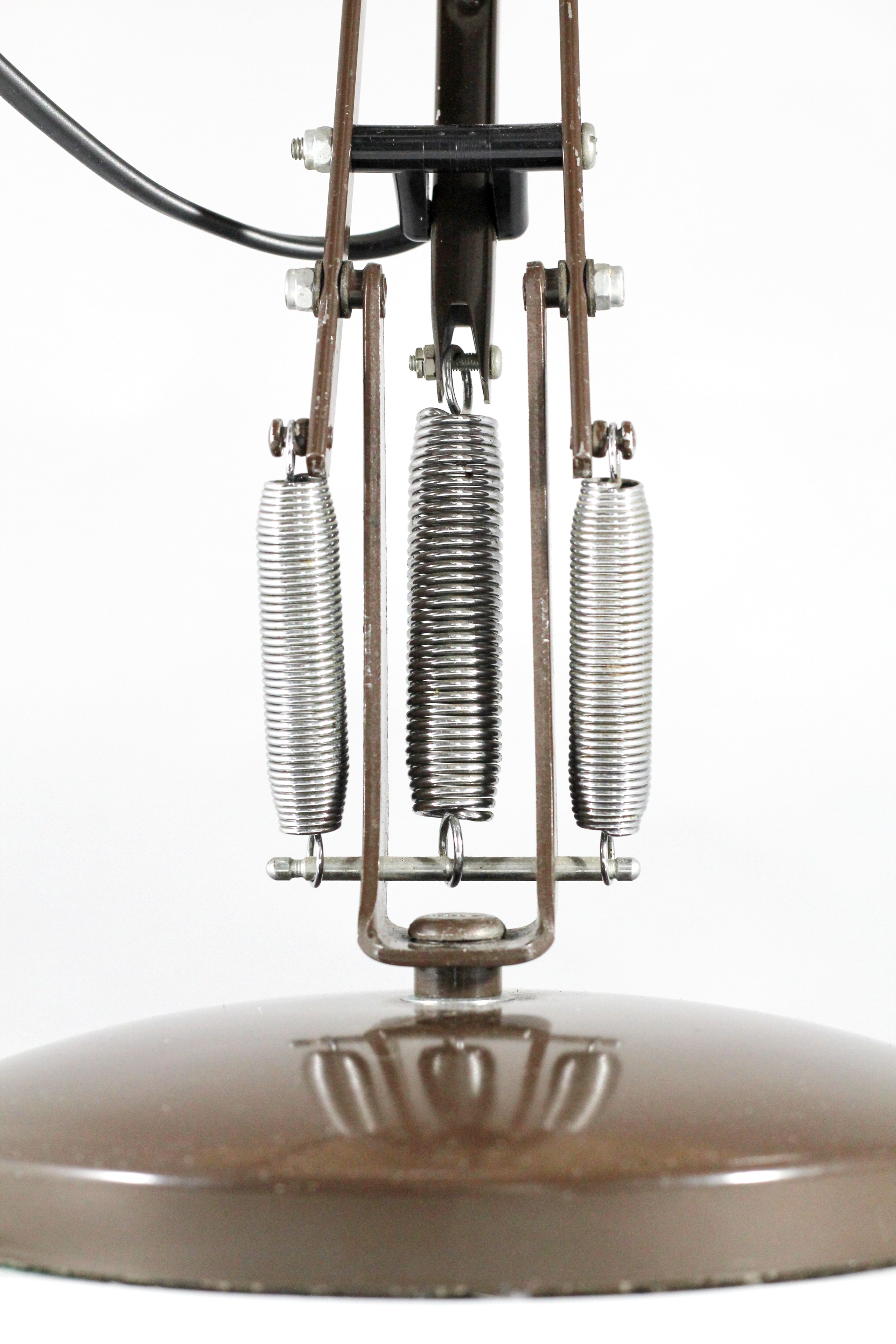
Model 90